# Кейнсианска икономика
Кейнсианска икономика или още на български Кейнсианство (на английски: Keynesian economics, произнасяно /ˈkeɪnziən/, също наричано Keynesianism и Keynesian Theory (Кейнсианска теория)) е макроикономическа теория, базирана на идеите на британския икономист от 20-те години на 20 век Джон Мейнард Кейнс. Кейнсианската икономика твърди, че решенията на частния сектор може понякога да доведат до недостатъчно добри и ефикасни макроикономически резултати и за това защитава активните политически отговори от страна на държавния сектор, в това число и монетарна политика от страна на централната банка, както и действия от страна на правителството по фискалната политика за стабилизиране на бизнес цикъла.  Теориите формирани на базата на Кейнсианската икономика имат за основа книгата „Обща теория на заетостта, лихвата и парите“, публикувана през 1936. Интерпретациите на Кейнс обаче поддържат много спорни полета, както и има няколко школи на икономическата мисъл, които твърдят, че са последователи на неговите „завети“.
Кейнсианска икономика се застъпва за смесения тип икономика – основно частен сектор, но с голяма роля на държавното управление и публичния сектор – и служи като икономически модел през последните години на Голямата депресия, Втората световна война, пост-военната икономическа експанзия (1945 – 1973), макар че губи от своето влияние след стагфлацията от 70-те на 20 век и навлизането на монетаризма и неолиберализма. Финансовата криза от 2007 – 2010 връща дискутирането на кейнсианските идеи и предизвивка възраждане на кейнсианската мисъл. Предходният британски министър-председател Гордън Браун, бившият президент на САЩ Барак Обама и други световни лидери са използвали кейнсианската икономическа мисъл за създаване на държавни икономически стимули и програми за такива, за да се опитат да асистират икономическото положение на техните страни .
Кейнсианството оспорва Закона на Сей.